# Makhmud Esambayev
 Makhmud Ḣelasoltiyn voḣ Esambayev (15 de julho de 1924 – (7 de janeiro de 2000) foi um dançarino soviético checheno, mestre de balé, coreógrafo e ator. Makhmud foi considerado um dos dançarinos mais famosos da União Soviética, e condecorado com os títulos soviéticos de Artista do Povo da URSS (1974) e Herói do Trabalho Socialista (1984).

## Biografia
Makhmud nasceu em Starye Atagi, URSS, em uma família chechena. Quando ele era criança, seu pai o levava para casamentos na aldeia, onde ele dançava. Aos quinze anos, Makhmud se juntou à Companhia de Canto e Dança Checheno-Inguche e, aos dezenove, se juntou ao teatro de opereta de Pyatigorsk, onde dava concertos para as tropas do Exército Vermelho que lutavam na Segunda Guerra Mundial .
Em 1944, ele foi deportado junto com outros chechenos durante a Deportação dos Chechenos e Inguches, uma limpeza étnica de chechenos e inguches pelas forças soviéticas.
Anos mais tarde, Makhmud juntou-se ao Teatro Quirguiz de Ópera e Balé como solista, onde desempenhou o papel principal nas produções de O Lago dos Cisnes (interpretando o papel de Von Rothbart), A Fonte de Bakhchisarai e A Bela Adormecida .
Após a reabilitação do povo checheno e a obtenção do direito de retorno, Makhmud foi eleito mais de uma vez para o Soviete Supremo da República Socialista Soviética Autônoma da Chechênia-Inguchétia, da República Socialista Federativa Soviética da Rússia e da União Soviética .
Makhmud era conhecido por sempre usar seu chapéu papakha, chamando-o de "minha coroa" e nem mesmo tirando-o quando se encontrava com um chefe de estado . Sua papakha teve uma presença inigualável e muito notável no plenário da legislatura soviética. Ao perceber isso, o líder soviético Leonid Brezhnev murmuraria que "Makhmud está aqui, é hora de abrir a sessão". 
Ele morreu de causas naturais em 7 de janeiro de 2000.
Ele recebeu os prêmios de Herói do Trabalho Socialista e Artista do Povo da URSS .

## Honrarias e prêmios
- Herói do Trabalho Socialista (13 de julho de 1984) - por contribuições notáveis ao desenvolvimento da coreografia soviética
- Ordem "Por Mérito à Pátria", 3ª classe (15 de julho de 1999) - por contribuição notável à arte da dança
- Ordem da Amizade (20 de julho de 1994) - por realizações notáveis nas artes da dança e atividades sociais produtivas
- Ordem da Guerra Patriótica, 2ª classe (11 de março de 1985)
- Artista Homenageado da RSFSR (1957)
- Artista do Povo da RSFSR (1966)
- Artista do Povo da URSS (1974)
- Um planeta menor, 4195 Esambaev, recebeu seu nome em sua homenagem
- A antiga "rua central" em Starye Atagi foi renomeada em homenagem a Esambayev em 2011. [1]
- Medalha Nairamdal da República Popular da Mongólia (1977) [2]

## Filmografia
- Eu Dançarei (1963)
- O Lago dos Cisnes (1968)
- A Terra de Sannikov (1973)
- Magia Vertical (1975)
- No Limite do Mundo Internacional (1974)
- Magia Vertical (1975)
- Rasgar (1994)

## Links externos
- Artigo do Free.ru da Chechênia sobre Makhmud Esambayev
- Makhmud Esambayev. no IMDb.
- Dados biográficos do Kinox.ru